# Zahlenwertgleichung
Eine Zahlenwertgleichung ist eine Gleichung, in der Symbole für beobachtbare Größen, z. B. physikalische oder finanztechnischen Größen, nur für die jeweilige Maßzahl stehen, nicht für die Kombination aus Maßzahl und Maßeinheit, wie bei einer Größengleichung. Die für die Zahlenwertgleichung geltenden Maßeinheiten müssen bekannt sein. Fehlt diese Information, ergeben sich leicht völlig falsche Ergebnisse.
Liegen Größen in anderen Einheiten vor, müssen sie vor der Anwendung (Auswertung) der Zahlenwertgleichung auf die festgelegten Einheiten umgerechnet werden. Größengleichungen sind dagegen unabhängig von Einheiten gültig, indem bei jeder Auswertung ggf. nötige Umrechnungsfaktoren berücksichtigt werden. Werden Gleichungen in Quellcode implementiert, so verwischt der Unterschied.
Wurden zueinander inkohärente Einheiten festgelegt, so enthält die Zahlenwertgleichung den oder die nötigen Umrechnungsfaktor(en) als einen festen Zahlenfaktor. Ggf. enthält diese Zahl gleichzeitig die Faktoren der entsprechenden Größengleichung, z. B. Naturkonstanten.
Die Nutzung von Zahlenwertgleichungen ist systematisch unbefriedigend, weshalb diese seit den 1930er Jahren als veraltet gelten, nicht mehr verwendet werden sollen und nach DIN 1313 sowie ISO 80000-1 auch als Zahlenwertgleichung gekennzeichnet sein müssen.
Im technischen und handwerklichen Bereich sind Zahlenwertgleichungen jedoch weit verbreitet, da bei einheitlicher Wahl der Maßeinheiten mühsame und fehlerträchtige Einheitenumrechnungen entfallen.
Die Bezeichnungen „Zahlenwertgleichung“, „Größengleichung“ und „zugeschnittene Größengleichung“ gehen auf Julius Wallot zurück und werden in der Norm DIN 1313 „Größen“ (Erstausgabe 1931: „Schreibweise physikalischer Gleichungen“) behandelt.

## Beispiele

### Ohmsches Gesetz
Beispielsweise lautet die aus dem ohmschen Gesetz folgende Gleichung in Zahlenwertschreibweise:
{\displaystyle \{U\}=10^{-3}\{R\}\cdot \{I\}\qquad {\text{mit}}\qquad \{U\}{\text{ in Kilovolt, }}\{R\}{\text{ in Ohm, }}\{I\}{\text{ in Ampere}}}
Wenn Missverständnisse ausgeschlossen sind, kann aus Gründen der Übersichtlichkeit für die Zahlenwerte {G} einer Größe G einfach G geschrieben werden. Daraus folgt folgende alternative Zahlenwertschreibweise für das ohmsche Gesetz:
{\displaystyle U=10^{-3}R\cdot I\qquad {\text{mit}}\qquad U{\text{ in Kilovolt, }}R{\text{ in Ohm, }}I{\text{ in Ampere}}}
Früher existierte noch eine andere Schreibweise, bei der die Einheiten in eckigen Klammern gesetzt wurden.
{\displaystyle U\lbrack \mathrm {kV} \rbrack =10^{-3}\cdot R\lbrack \Omega \rbrack \cdot I\lbrack \mathrm {A} \rbrack }.
Diese Schreibweise führt heute vielfach zu Missverständnissen, da heute die eckigen Klammern um das Formelzeichen geschrieben werden mit der Bedeutung „Einheit von …“. Laut DIN 1313 dürfen „eckige Klammern […] nicht um Einheitenzeichen gesetzt werden“. In der veralteten Form der Zahlenwertgleichung wird jedoch die Einheit geklammert.

### Mechanische Leistungsformel
In der technischen Mechanik sind die Größen
- Leistung {\displaystyle P}
- Drehzahl {\displaystyle n}
- Drehmoment {\displaystyle M}

über die Gleichung
{\displaystyle M={\frac {P}{2\pi \ n}}}
verknüpft. Sind zwei Werte bekannt, kann der dritte Wert hinreichend genau mit der Zahlenwertgleichung
{\displaystyle \{M\}={\frac {9549\{P\}}{\{n\}}}\qquad {\text{mit}}\qquad \{M\}{\text{ in Nm, }}\{P\}{\text{ in kW, }}\{n\}\mathrm {\ in\ min^{-1}} }
berechnet werden. Die internationale Normung fasst das zusammen zur Schreibweise
{\displaystyle \{M\}_{\mathrm {Nm} }={\frac {9549\cdot \{P\}_{\mathrm {kW} }}{\{n\}_{\mathrm {min^{-1}} }}}}
dabei ist
{\displaystyle \{M\}_{\mathrm {Nm} }={\frac {M}{\mathrm {Nm} }}} usw.
Der Zahlenwert 9549 beinhaltet den Faktor {\displaystyle {\tfrac {1}{2\pi }},} die Umrechnung von Minute in Sekunde, Kilowatt in Watt und einen Rundungsfehler von 0,003 %.

## Zugeschnittene Größengleichung
Die Größengleichung der oben genannten Zahlenwertgleichung sieht wie folgt aus:
{\displaystyle U=R\cdot I}
Möchte man diese Gleichung nur mit Zahlenwerten aufbauen, kann die zugeschnittene Größengleichung verwendet werden, in der die physikalischen Größen durch ihre Einheiten geteilt werden:
{\displaystyle {\frac {U}{\left[U\right]}}={\frac {R}{\left[R\right]}}\cdot {\frac {I}{\left[I\right]}}}
Dies folgt aus der Schreibweise einer physikalischen Größe:
{\displaystyle U=\left\{U\right\}\cdot [U]}
(sprich: Die Spannung U ist der Zahlenwert von U mal die Einheit von U)
Zu beachten: es steht das Formelzeichen in der eckigen Klammer, nicht die Einheit selbst, da das Formelzeichen in eckigen Klammern die Einheit selbst darstellt, also [U] = V.
Obige Gleichung nach dem Zahlenwert aufgelöst ergibt:
{\displaystyle \left\{U\right\}={\frac {U}{\left[U\right]}}}
Daraus folgt direkt die Zahlenwertgleichung in heutiger Form:
{\displaystyle \left\{U\right\}=\left\{R\right\}\cdot \left\{I\right\}}
also eine Gleichung, die nur aus Zahlen besteht.
Diese Gleichung führt aber nur dann zu einem richtigen Ergebnis, wenn zuvor, wie bereits oben angedeutet, mit den zugehörigen Einheiten gerechnet wurde.
Die oben zuerst angeführte Gleichung sieht demnach als zugeschnittene Größengleichung folgendermaßen aus:
{\displaystyle {\frac {U}{\mathrm {kV} }}=10^{-3}\cdot {\frac {R}{\Omega }}\cdot {\frac {I}{\mathrm {A} }}}.
Es wird jeweils ein Quotient aus der Größe und der gewünschten Einheit geschrieben. Diese Darstellung kann daher so gelesen werden, wie Benutzer der Zahlenwertgleichungen es gewohnt sind. Sie ist aber nach den heute üblichen Konventionen gültig und verständlich.